# Papuagrion parameles
Papuagrion parameles – gatunek ważki z rodziny łątkowatych (Coenagrionidae).